# Areni
Areni (armenisch Արենի), früher Arpa, ist ein Dorf in der südarmenischen Provinz Wajoz Dsor mit 1566 Einwohnern im Jahr 2011. Der Ort auf 1054 Metern Höhe ist vor allem als Weinbaugebiet im fruchtbaren Tal der Arpa und wegen seiner 1321 fertiggestellten Surb-Astwazazin-Kirche bekannt. In der nahegelegenen Höhle Areni 1 wurden der weltweit älteste, vollständig erhaltene Lederschuh und die älteste Weinfabrikation aus der Kupfersteinzeit entdeckt.

## Lage

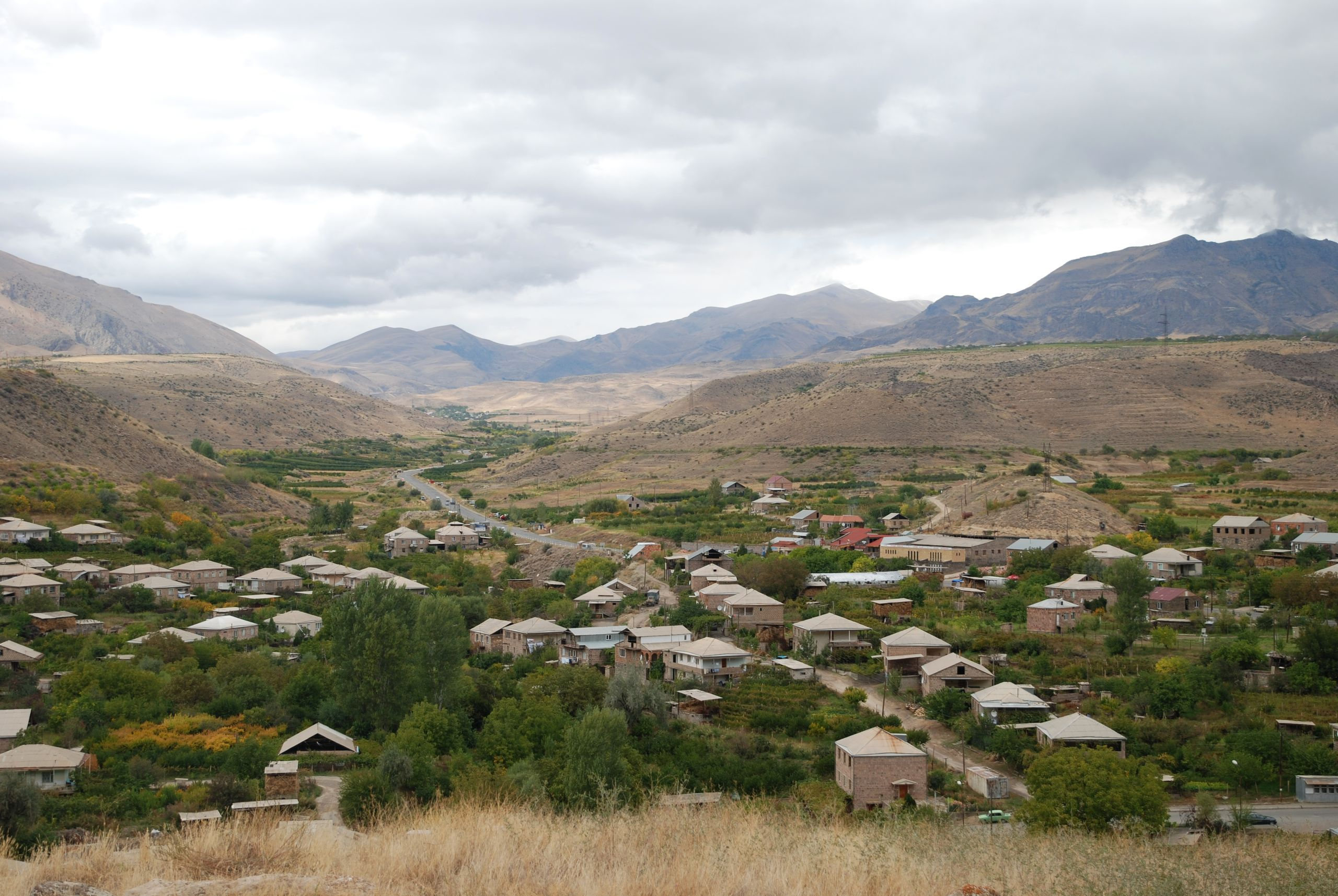
Über Areni von der Kirche. Im Hintergrund die M2 nach Norden.

Areni liegt an der M2, der einzigen Schnellstraße, die Jerewan mit dem südlichen Landesteil verbindet. Nach der Passhöhe an der Grenze zwischen den Provinzen Ararat und Wajoz Dsor verläuft die M2 am ersten Bergdorf Jelpin vorbei stetig bergab nach Süden bis ins Tal der Arpa. Das intensiv landwirtschaftlich genutzte Tal bildet mit seinem kleinparzelligen Weinbau und Baumbestand einen Kontrast zu den nur mit Gras bewachsenen und teilweise felsigen Hügelketten. Die Ortsmitte befindet sich einen Kilometer südlich der M2 an einer Nebenstraße, die weiter zum Weiler Amaghu (gehört zur Landgemeinde Areni, keine ständigen Einwohner 2011) und bis zum Dorf Chatschik an der geschlossenen Grenze zu Nachitschewan führt.
Einen Kilometer östlich von Areni zweigt von der M2 eine Fahrstraße zum Kloster Norawank ab, das kurz vor dem Ende eines malerischen Felstals errichtet wurde. Im Bereich der engen Schlucht am Anfang des Tals enthalten die Karstfelsen außer der Höhle Areni 1 zahlreiche weitere, teilweise weit verzweigte Höhlen. Von der etwa parallel auf der Höhe verlaufenden Straße nach Chatschik bieten sich Ausblicke auf das Norawank-Tal. Die Entfernung von Areni zur Provinzhauptstadt Jeghegnadsor beträgt 17 Kilometer; an der Strecke entlang des Arpa liegen die ebenfalls Wein produzierenden Dörfer Arpi und Getap.
Auf einem Hügel an der Straße Richtung Amaghu blieben geringe Reste der Festung Hraschkaberd, die um 1299 erwähnt wird, erhalten. Mehrere Schreine in der Nähe des Dorfes werden religiös verehrt, unter anderem die Felshöhle Surb Sarkis und ein Surb Grigor Nahatak genannter Schrein, der Tukh Manuk gewidmet ist.

## Geschichte

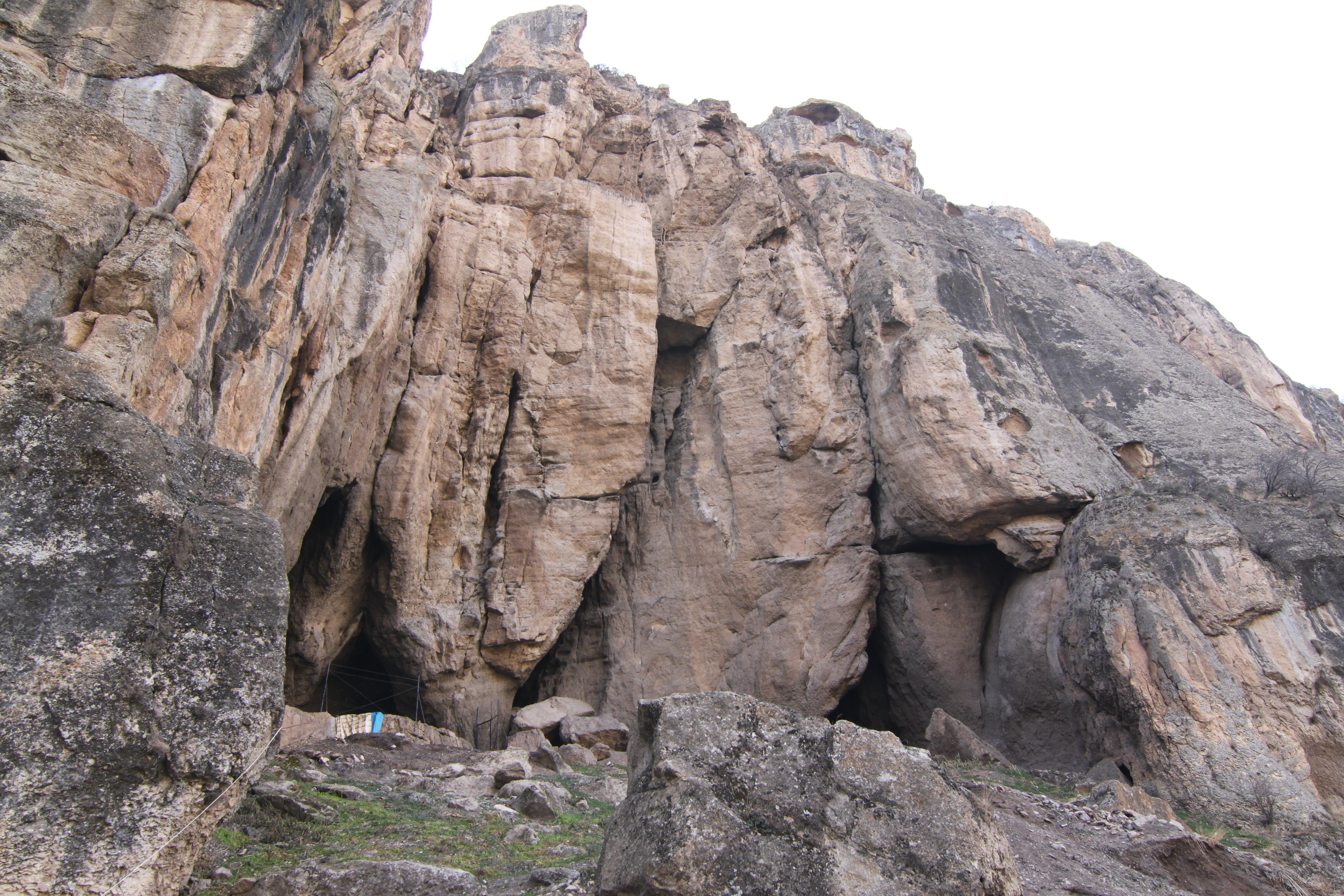
Eingang zur Höhle Areni 1 vor dem Eingang zur Noravank-Schlucht.

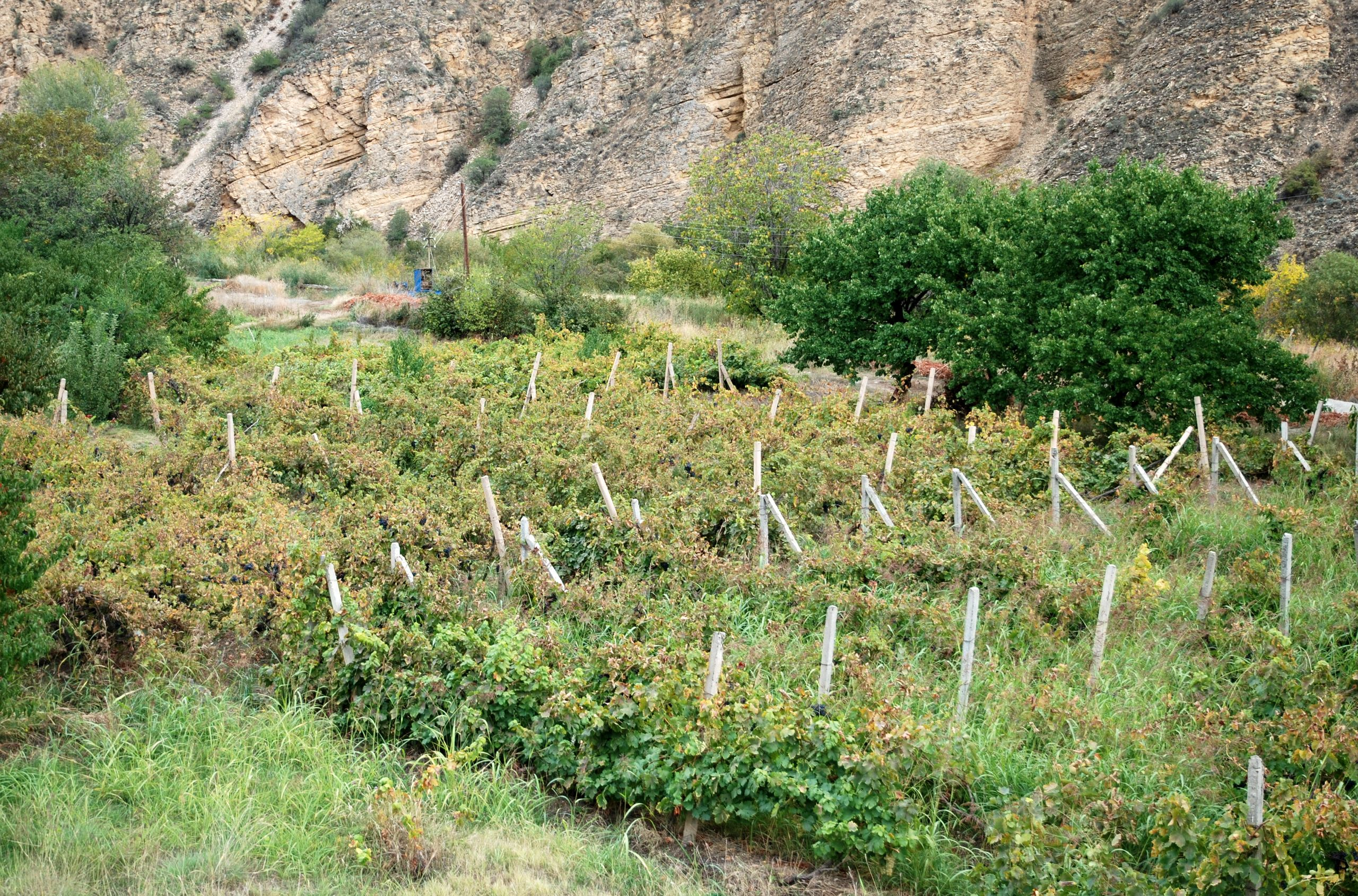
Weintraubenanbau am Ortsrand

Archäologische Grabungen in den Jahren nach der Jahrtausendwende haben im trockenen Klima der nahe gelegenen Höhlen Funde aus organischem Material zutage gebracht, die bis in die Kupfersteinzeit zurückreichen. Im September 2008 barg ein Team aus armenischen, irischen und US-amerikanischen Archäologen in der Höhle Areni 1, auch „Vogelhöhle“, den bislang ältesten, vollständig erhaltenen Lederschuh, der auf etwa 3500 v. Chr. datiert wird. Die Höhle war von 5000 bis 3000 v. Chr. bewohnt. In ihr wurden auch Tontöpfe freigelegt, die als Vorratsbehälter für Getreide, Aprikosen und weitere Nahrungsmittel gedient hatten. Auf etwa 4000 v. Chr. schätzen Archäologen der University of California eine 2010 der Öffentlichkeit präsentierte Weinpresse, die sich in derselben Höhle befand. Die Presse, mit der Weintrauben der heutigen Gattung Vitis vinifera verarbeitet wurden, und die dazugehörenden Tonkrüge zeigen, dass sich die Weinproduktion bereits in einem gut entwickelten Stadium befunden haben muss.
Weitere Funde in der Umgebung reichen von der Bronzezeit, der Eisenzeit im 1. Jahrtausend v. Chr. bis in die Zeit der griechischen Antike, als der Ort Arpaneal hieß. Ab 114 n. Chr. standen die ortsansässigen griechischen Siedler für kurze Zeit unter der Herrschaft des römischen Kaisers Trajan (reg. 98–117). Nachfolgende römische Kaiser überließen armenischen Fürsten die regionale Verwaltung. Die Machtausübung der Arsakiden beendete 163 der römische Militär Statius Priscus, der Anfang des Jahres in Armenien einmarschierte, die Hauptstadt Artaxata (heute Artaschat) eroberte und anstelle des armenischen einen römischen Herrscher einsetzte. Ein 1989 publizierter Altar, der zu einem Tempel gehörte, stammt laut seiner griechischen Inschrift aus dem Jahr 163 n. Chr. Er liefert den ersten Nachweis, dass es eine mit Ge Meter Olybris angesprochene Muttergottheit als weibliches Gegenstück zu Zeus Olybris gegeben haben muss, vergleichbar mit Demeter und Cybele. Verfasser der Inschrift war ein römischer Soldat namens Aemilius Ovalis (Emilius Valens), dessen Legion für eine unbekannte Zeit hier lagerte. Erst als die Sassaniden im Jahr 253 das römische Heer bei Barbalissos am Euphrat vernichtend schlugen, war der römische Einfluss beendet.
Die Region am Fluss Arpa gehörte seit dem Ende des 13. Jahrhunderts zum Zentrum des Fürstentums der Orbelian-Dynastie. In der Nähe des Ortes wurden Ruinen gefunden, die im 13. Jahrhundert zum Palast des Prinzen Tarsayich Orbelian gehört haben könnten. Er ließ auch zwischen 1265 und 1287 eine Brücke über den Arpa erbauen. Während der Norden des heutigen Armenien im 14. Jahrhundert unter der mongolischen Herrschaft litt, erlebten die Regionen Arpa und weiter südlich Sjunik mit den unabhängigen Orbelian-Fürsten eine kulturelle Blütezeit. Mit ihrer Patronage entstanden zahlreiche Kirchen und Neubauten an bereits existierenden Klöstern. 1321 wurde laut Gründungsinschrift die Muttergotteskirche (Surb Astwazazin) fertiggestellt. Ihr Architekt Momik arbeitete zu dieser Zeit für Bischof Hovhannes Orbelian im Kloster Norawank.
Nach der Massendeportation der armenischen Bevölkerung 1604 nach Isfahan durch den persischen Schah Abbas I. waren die Dörfer verlassen und der Weinbau in der Region kam zum Erliegen. Nur wenige Sorten konnten bis zum 19. Jahrhundert erhalten werden, als Armenien zum Russischen Kaiserreich gehörte und der Weinbau wieder gefördert wurde. 1840 erschütterte ein Erdbeben das Gebiet, bei dem die Areni-Kirche stark beschädigt wurde.

## Ortsbild

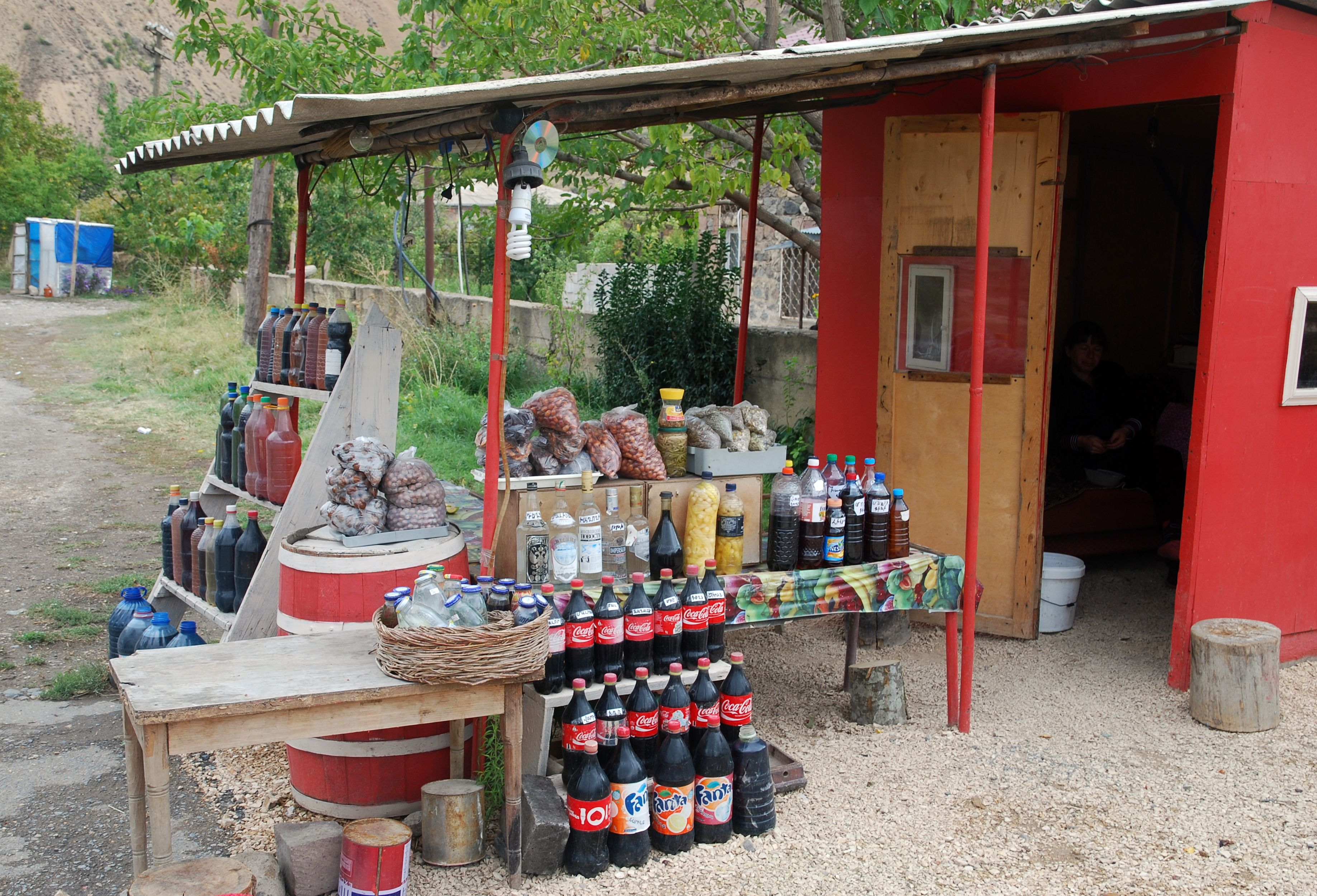
Weinverkaufsstand an der Hauptstraße, auf der auch der LKW-Fernverkehr von und nach Iran unterwegs ist.

Gemäß der amtlichen Statistik von 2008 hat Areni 1865 Einwohner. An der Schnellstraße M2 nahe der Abzweigung zur Ortsmitte befindet sich eine große moderne Weinfabrikation (Areni Winery). Auf einer Länge von etwa einem Kilometer bieten kleine Verkaufsstände trockenen Landwein meist in Zwei-Liter-Plastikflaschen und Gemüse an.
Die ein- oder zweigeschossigen Wohnhäuser im Dorf sind mit Faserzementplatten gedeckt. In Heuschobern wird Winterfutter für die Rinder gelagert, die auf den umliegenden Hügeln weiden. Eine Fußgängerbrücke über den Arpa direkt unterhalb der Kirche ist nicht mehr begehbar. Der Weg dorthin auf den Hügel am südlichen Flussufer gegenüber dem Ort beginnt an einer Straßenbrücke an der Straße Richtung Chatschik einen halben Kilometer südlich.